# Генсбрех, Павел
Павел Генсбрех (нем. Paul Graf von Hoensbroech; 29 июня 1852 — 29 августа 1923) — немецкий политический деятель и публицист, противник ультрамонтанства.
Происходил из аристократическая семьи со средневековым происхождением Генсбрех (англ. Van Hoensbroeck).
Учился в иезуитской коллегии; в1875—1878 годах посетил Англию, Францию, Португалию, Испанию, Италию и Северную Африку. В 1878 году поступил в иезуитский орден и выступил горячим защитником его в сочинениях: «Der Kirchenstaat in seiner dogmatischen und historischen Bedeutung» (Фрейбург, 1889); «Warum sollen die Jesuiten nicht nach Deutschland zuruck?» (Фрейб., 1890); «Geist des heiligen Franz Xaver» (Падерборн, 1891); «Die Preussischen Jahrbücher, Professor Harnack und die Jesuiten» (Б., 1891); «Prof. Tschackert und die authentischen Gesetze des Jesuitenordens» (Б., 1891) и др. Однако в 1892 году вышел из ордена, посчитав что иезуитизм «подавляет, даже в известной степени уничтожает самостоятельность, характер, индивидуальность каждого отдельного члена».
В 1895 году присоединился к лютеранской церкви и стал страстным противником не только иезуитов, но и католицизма. В «Der Ultramontanismus, sein Wesen und seine Bekämpfung» (2 изд., Берлин, 1897) доказывал, что у германской культуры и у германской империи два врага: социал-демократия и ультрамонтанизм, но последний во всех смыслах хуже и опаснее. Генсбрех  принадлежит к имперской партии, близок с более просвещенными и умеренными членами ее, группирующимися около журнала «Preussische Jahrbücher», признается крупной силой, но уважением не пользуется, даже те, кто не верит рассказам, исходящим из близких к иезуитам кругов, считают его отступничество далеко не бескорыстным. В 1903 г. выступал кандидатом на выборах в рейхстаг, но потерпел неудачу в борьбе с социал-демократами.
Генсбрех был ярым националистом и пропагандировал крайние военные цели во время войны в 1914—1918 годах. После войны он называл кайзера Вильгельма II трусом и призывал к свержению республики.

## Источник
- Генсбрех, Павел // Энциклопедический словарь Брокгауза и Ефрона : в 86 т. (82 т. и 4 доп.). — СПб., 1890—1907.